# أغواس دي بوسوت
بلدية أغواس دي بوسوت (بالإسبانية: Aguas de Busot) هي بلدية تقع في مقاطعة أليكانتي التابعة لمنطقة بلنسية شرق إسبانيا.

## الديموغرافيا
بلغ عدد سكان بلدية أغواس دي بوسوت 1.118 نسمة عام 2011 (وفقاً للمعهد الوطني الإسباني للإحصاء).
| 544 | 579 | 624 | 801 | 951 | 1.064 | 1.118 |